# Diphasiastrum alpinum
Diphasiastrum alpinum là một loài thực vật có mạch trong Họ Thạch tùng. Loài này được (L.) Holub mô tả khoa học đầu tiên năm 1975.

## Hình ảnh

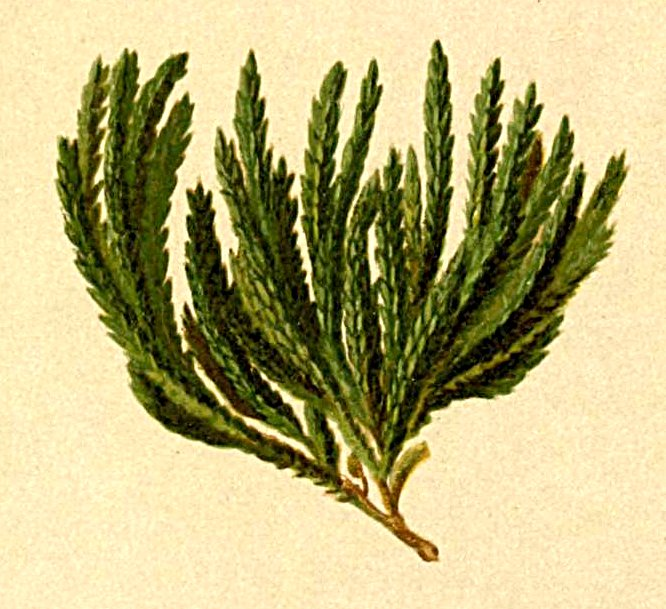
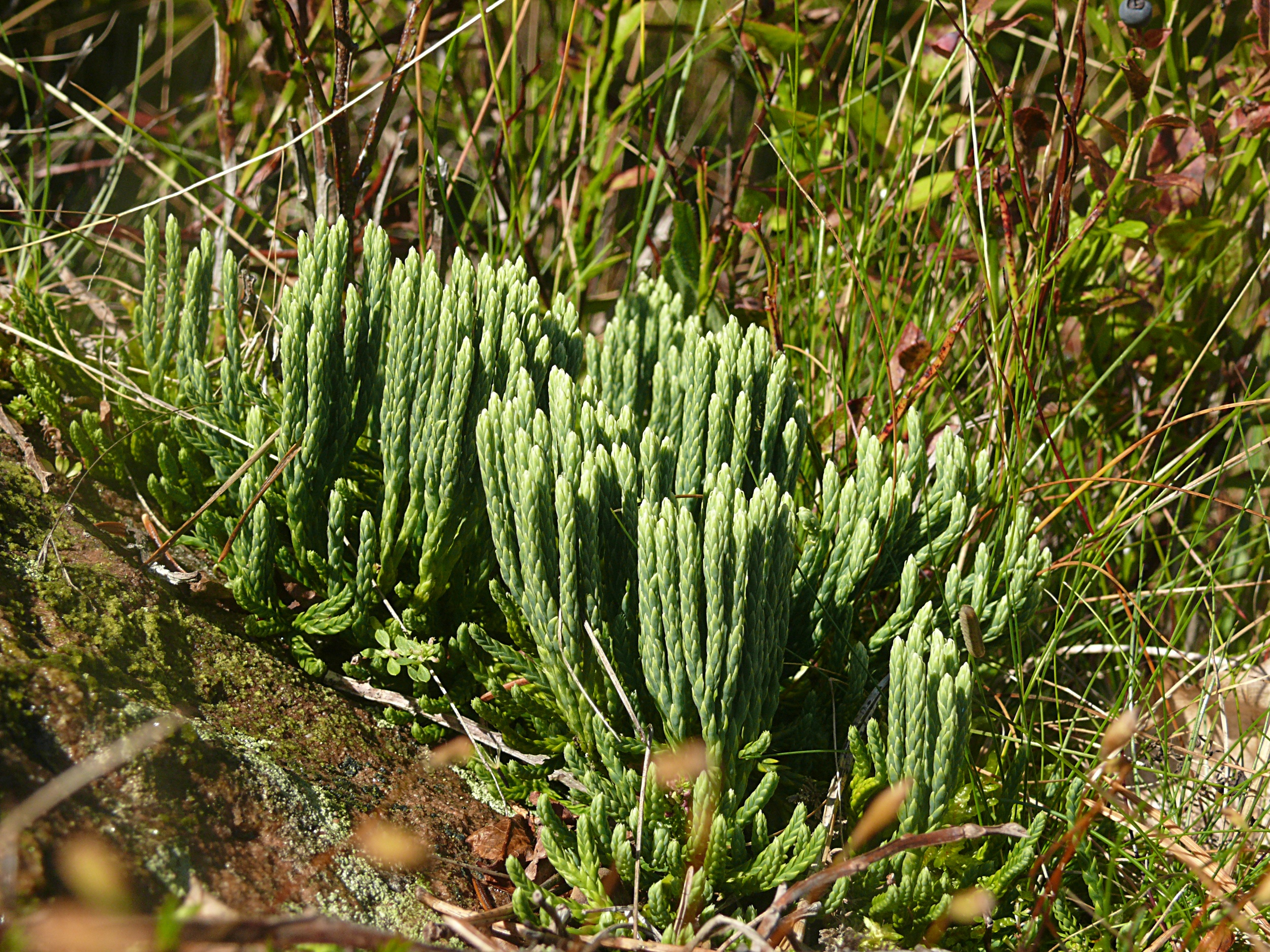
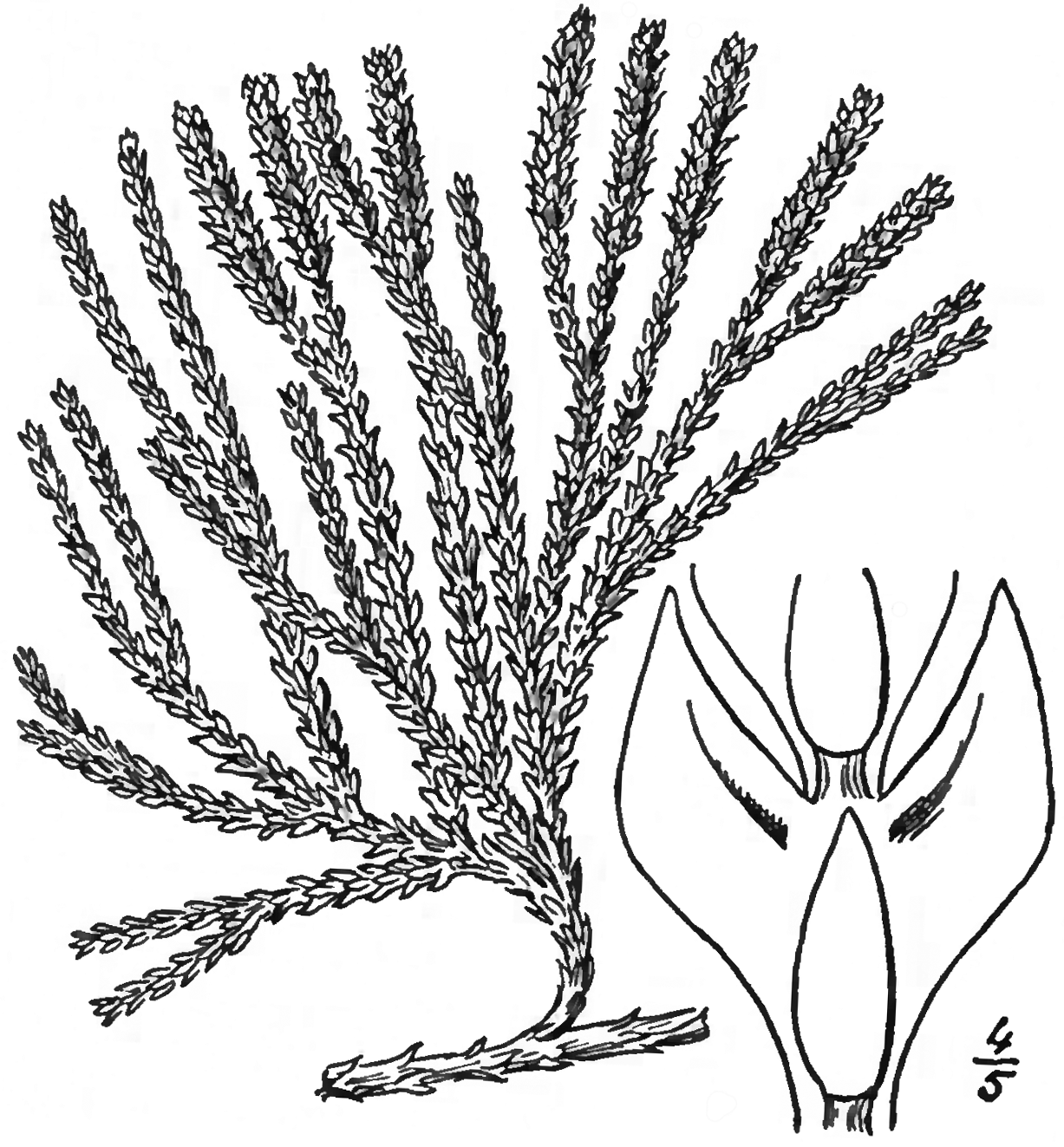
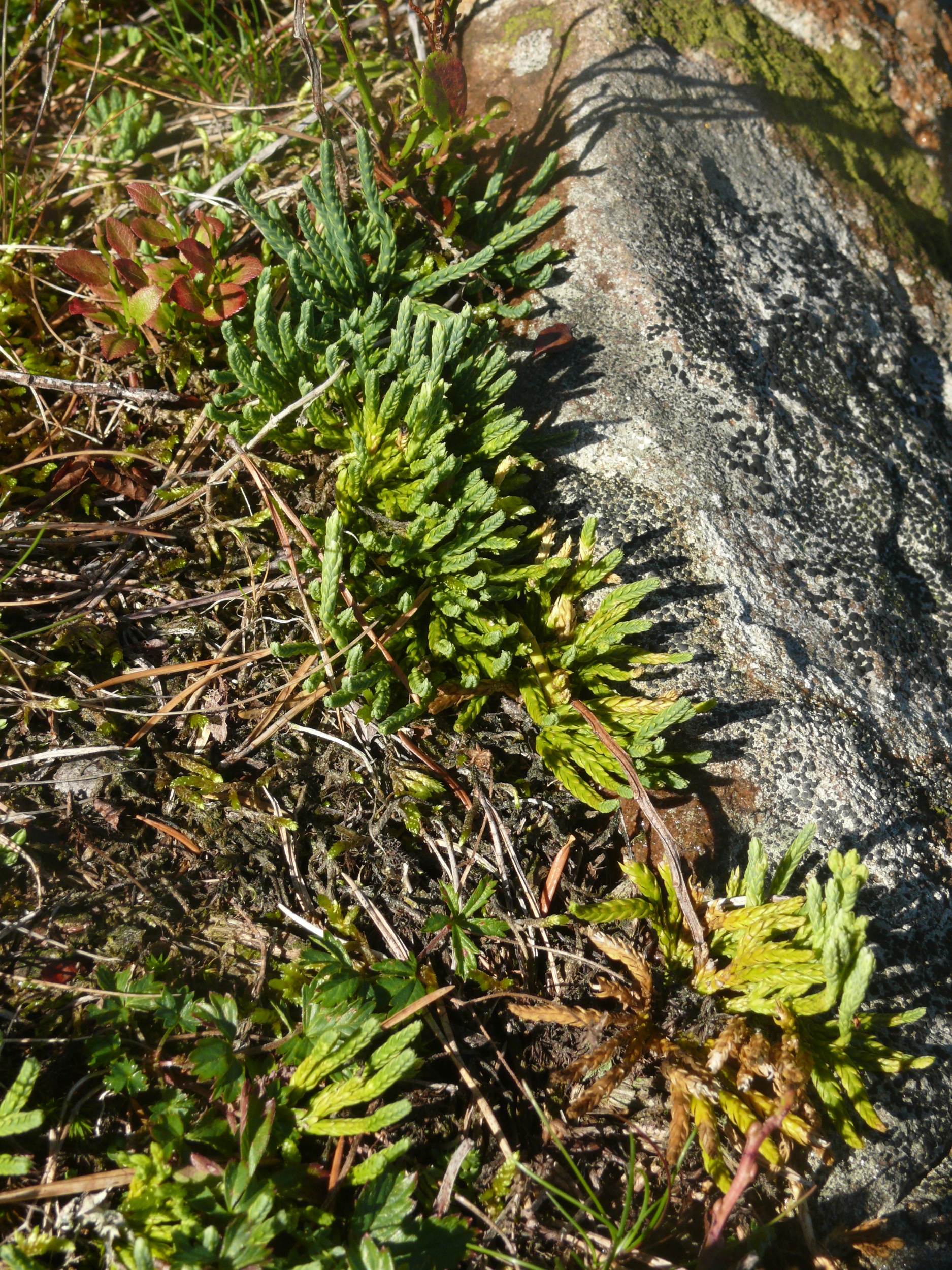